# Musica campesina
Musica campesina è un album musicale di Dario Aspesani.
Musica campesina è il termine che indica la musica tradicional cubana. Questo lavoro è pregno proprio della tradicion cubana. Molti sono i boleri, i son, le guarache e le guajire de saloon presenti nel lavoro che lo si potrebbe definire un sunto della cultura musicale creola.
L'unico pezzo firmato da Aspesani è l'ultimo, rumbando, mentre gli altri appartengono ai maestri del firmamento musicale caraibico: Guillermo Portabales, Francisco Repilado (Compay Segundo), Eliseo Grenet, Faustino Oramas, Guillermo Rodriguez Fiffe, Sergio Siaba ecc.
L'album è stato suonato ed arrangiato completamente da Dario Aspesani tramite un multi-traccia digitale.

## Tracce
1. Guajira Guantanamera (Fernandez)
2. Calderito de tostar cafè (Repilado)
3. Caminito de Zaza (Iznaga)
4. Pregon de los chicharrones (Palmer)
5. Chan Chan (Repilado)
6. Si no fuera por Emiliana/Mama Inès (Puebla/Grenet)
7. Dos gardenias (Carillo)
8. Mandinga aka Bilongo (Rodriguez Fiffe)
9. medley: El cuarto de Tula/Candela (Siaba/Oramas)
10. ¿Quìen tirò la bomba? (Matamoros)
11. El carretero (Portabales)
12. Que sabroseao! (trad.)
13. Cuando salì de Cuba (Aguilè)
14. Hasta siempre Comandante (Puebla)
15. Rumbando (Aspesani)